# Liste der Richtergottheiten des Totengerichts im ägyptischen Totenbuch
Die Liste der Richtergottheiten des Totengerichts im ägyptischen Totenbuch umfasst die 42 Beisitzer-Gottheiten des Totengerichts zu Beginn des Neuen Reiches, vor denen der Verstorbene im ägyptischen Totenbuch in der Halle der Vollständigen Wahrheit durch das „negative Schuldbekenntnis“ seine Reinheit beteuern muss. Osiris führte als 43. Richter den Vorsitz.
Die Totenrichter werden insbesondere im 125. Totenbuchspruch genannt.
| Name            | Totenrichter                       | Identifizierung                | Verbrechen                          |
| --------------- | ---------------------------------- | ------------------------------ | ----------------------------------- |
| 1 Usech-nemetet | „Weitausschreitender“              | Heliopolis                     | Unwahrheit                          |
| 2 Werat         | „Der die Flamme umarmt“            | Cheraha                        | Raub                                |
| 3 Thot          | „Du mit dem Schnabel“              | Hermopolis                     | Habgier                             |
| 4 Am-hehu       | „Schattenverschlinger“             | „aus der Grube“                | Diebstahl, Raub, Mord, Habgier      |
| 5 Neha-her      | „Schreckgesicht“                   | Ra-setjau                      | Mord                                |
| 6 Ruti          | „Das Löwenpaar“                    | „aus dem Himmel“               | Vernichtung von Nahrung             |
| 7 Harachte      | „Dessen Augen Messer sind“         | Letopolis                      | Unehrlichkeit                       |
| 8 Nebj          | „Brennender“                       | „der umgedreht hervorgeht“     | Diebstahl von Opfergaben            |
| 9               | „Knochenzerbrecher“                | Herakleopolis                  | Lügen                               |
| 10 Sokar        | „Flammenreicher“                   | Memphis                        | Diebstahl von Nahrung               |
| 11 Bastet       | „Grubenbewohner“                   | „aus dem Westen“               | Verdrießlichkeit                    |
| 12 Sobek        | „Weißzahn“                         | Fayyum                         | Aggression                          |
| 13 Chnum        | „Blutfresser“                      | „aus der Schlachtstätte“       | Tötung eines Gottestieres           |
| 14 Wenem-besku  | „Eingeweidefresser“                | „Dreißiger-Gerichtshof“        | Kornwucher                          |
| 15 Neb maat     | „Herr der Wahrheit“                | „Ort der beiden Wahrheiten“    | Brotdiebstahl                       |
| 16 Tenem        | „Abgewendeter“                     | Bubastis                       | Lauschen                            |
| 17 Aady         | „Glänzender“                       | Heliopolis                     | Geplapper                           |
| 18 Mehen        | „Üble Schlange“                    | Busiris                        | Streiten                            |
| 19 Wamemti      | „Schlange“                         | „aus der Schlachtstätte“       | Ehebruch                            |
| 20 Maa-inuef    | „Der schaut, was er gebracht hat“  | Tempel des Min                 | Unzucht                             |
| 21              | „Höchster der Ältesten“            | Imau                           | Schrecken erregen                   |
| 22 Chemy        | „Umstürzender“                     | Xois                           | Begehen von Missetaten              |
| 23              | „Du mit gewaltiger Stimme“         | „aus dem Heiligtum“            | Hitzigkeit                          |
| 24 Nechen       | „Kind“                             | heliopoliotanischer Gau        | taub für die Wahrheit               |
| 25              | „Du mit verkündender Stimme“       | Wensi                          | Unruhestiftung                      |
| 26              | Basti                              | aus der Schetit                | „hinters Licht führen“              |
| 27              | „Hintersichschauer“                | „aus der verschlossenen Grube“ | Geschlechtsverkehr mit einem Knaben |
| 28              | „Heißfuß“                          | „aus der Dämmerung“            | Nachlässigkeit                      |
| 29              | „Verhüllter“                       | „aus der Verhüllung“           | Streiten                            |
| 30 Ini-hetep-ef | „Der sein Opfer holt“              | Sais                           | Gewalttätigkeit                     |
| 31 Neb heru     | „Vielgesichtiger“                  | Nedjefet                       | Ungeduld                            |
| 32              | „Ankläger“                         | Utjenet                        | Beschädigung eines Götterbildnisses |
| 33 Neb-abui     | „Herr des Doppelhornes“            | Assiut                         | Redseligkeit                        |
| 34 Nefertem     | „Vollkommen an Sein und Nichtsein“ | Memphis                        | Missetaten, Anschauen des Bösen     |
| 35              | „Der nichts übrig lässt“           | Busiris                        | Zauberei gegen den König            |
| 36 Iri em ibef  | „Der nach seinem Willen tut“       | Antaiopolis                    | im Wasser waten                     |
| 37 Ihi          | „Der Musikant“                     | „aus dem Urozean“              | lautes Herumtönen                   |
| 38              | „Der den Leuten befiehlt“          | „aus seinem Schrein“           | Verunglimpfung Gottes               |
| 39              | Neheb-Nefret                       | „aus seinem Tempel“            | Aufgeblasenheit                     |
| 40 Nehebkau     | „Der die Geister nutzbar macht“    | „aus seiner Grube (Stadt)“     | sich über andere erheben            |
| 41              | „Hochgereckte Schlange“            | „aus ihrer Kapelle (Grube)“    | unehrlicher Reichtum                |
| 42 Ini-a-ef     | „Dessen Arm herbeiholt“            | „aus dem Totenreich“           | Gotteslästerung                     |